# Pantera Negra (Editorial Maga)
Pantera Negra fue una serie de historietas, obra del guionista Pedro Quesada y los dibujantes José Ortiz y Miguel Quesada, entre otros, y publicada por la valenciana Editorial Maga, primero como cuaderno de aventuras (54 números desde 1958 hasta 1960) y luego en el seno de su propia revista (65 números, desde 1964 hasta 1965). Con su éxito, terminó de cimentar la editorial, dando además origen a series relacionadas como Pequeño Pantera Negra.

## Trayectoria editorial
En 1956, Editorial Maga decidió lanzar una nueva serie para aprovechar el éxito popular del que entonces gozaba el personaje de Tarzán en España, gracias a las películas interpretadas por Johnny Weissmüller y Lex Baxter, y a la historieta, contando ya con versiones autóctonas como Zarpa de León (1949) y Dixon el Felino (1954), ambas por parte de Toray, y Jorga Piel de Bronce (1954), de Gráficas Ricart.
Los cuadernos números 1 al 13 y 21 al 33 de la serie fueron encargados a José Ortiz, quien puso en práctica un estilo muy cuidado, pero que fue empeorando debido a discrepancias salariales con la editorial. Ya en el número 6, la editorial anunció el regalo de unas tapas para encuadernar la colección, además de afrontar la continua petición de números atrasados, debido su extraordinario éxito.
De los números 15 al 20 y del 35 al 54 se hizo cargo Pedro Quesada. También colaboraron en la serie Teresa Alzamora, Luis Bermejo y Vicente Ramos y aparte de los números ordinarios, hubo 4 almanaques (1957, 1958, 1959 y 1960).
En 1958, Maga dio por finalizadas las aventuras de "Pantera Negra", pero volvió a re-editarlas desde el primer número, además de dar paso a Pequeño Pantera Negra, su hijo, quien heredó la numeración de la colección original, siendo el 55 su primer cuaderno.
En 1962, Maga lanzó una revista titulada Pantera Negra y dos años después, volvió a reeditar el material de la serie original en un formato menor de 15 x 21 cm.

## Argumento
"Pantera Negra" comparte grandes similitudes con Tarzán, pero se añaden como compañeros los primates Dalila, Mingo y Punchi y sobre todo la pantera Isabelita, considerada el gran atractivo comercial de la serie.